# Solomon Sjeresjevski
Solomon Veniaminovitsj Sjeresjevski (Russisch: Соломон Вениаминович Шерешевский) (Torzjok, 1886 - 1 mei 1958), ook bekend als patiënt 'Sj' ('Ш'), was een Russisch journalist. Hij werd bekend dankzij een vergadering die hij in de jaren 20 van de twintigste eeuw bijwoonde en waar hij berispt werd omdat hij geen aantekeningen had gemaakt, waarna hij het gezegde woordelijk wist te herhalen.

## Onderzoek
Sjeresjevski nam deel aan veel psychologisch onderzoek. Veel van deze onderzoeken werden uitgevoerd door de neuropsycholoog Aleksandr Loeria in een tijdspanne van ongeveer dertig jaar. Loeria vroeg Sjeresjevski om moeilijke mathematische formules, grote matrices en zelfs gedichten in andere talen te onthouden. Dit lukte Sjeresjevski binnen enkele minuten.
Naast zijn bijzondere vermogen om veel te onthouden had hij een normaal IQ.
Loeria diagnosticeerde Sjeresjevski met het hebben van een zeer sterke variant van synesthesie, een verschijnsel waarbij een persoon meerdere soorten impulsen tegelijk waarneemt, ook als die door andere zintuigen worden gegenereerd.